# Forficula
Forficula este un gen de urechelnițe din familia Forficulidae, ordinul Dermaptera. Forficula conține cel puțin 68 de specii, fiind cel mai mare gen de urechelnițe. Specia cea mai cunoscută este Forficula auricularia, urchelniță comună sau europeană.

## Specii
- Forficula auricularia, Linnaeus, 1758
- Forficula bipunctata, Petanga, 1789
- Forficula borealis, Leach, 1835
- Forficula caucasica, Kolenati, 1846
- Forficula dentata
- Forficula forcipata, Stephens, 1835
- Forficula infumata, Megerla, 1825
- Forficula major, De Geer, 1773
- Forficula media, Marsham, 1802
- Forficula neglecta, Marsham, 1802
- Forficula parallela, Fabricius, 1775
- Ctenisolabis montana